# Język dziedzinowy
Język dziedzinowy, także język dedykowany, język specjalizowany, mini język (ang. domain-specific language, DSL) – język programowania przystosowany do rozwiązywania określonej dziedziny problemów, określonej reprezentacji problemu lub określonej techniki ich rozwiązywania. Przeciwieństwem języków dziedzinowych są języki programowania ogólnego zastosowania. Języki dziedzinowe są to języki wyższego poziomu, które zmniejszają złożoność kodu, w porównaniu z kodem niskopoziomowym.
Przykłady języków dziedzinowych to języki wyrażeń i makr w arkuszach kalkulacyjnych, język wyrażeń regularnych, narzędzia systemu Unix takie jak awk lub sed czy narzędzia do generowania parserów yacc i lex, które same mogą służyć do tworzenia mini języków. Językiem dziedzinowym jest także DOT, stosowany do opisu grafów dla programu Graphviz.